# Datana californica
Datana californica är en fjärilsart som beskrevs av Dyar 1890. Datana californica ingår i släktet Datana och familjen tandspinnare. Inga underarter finns listade i Catalogue of Life.